# نوكي
نوكي (بالإيطالية: Gnocchi)‏ هي أكلة دامبلنغ باستا إيطالية تصنع من السميد مع طحين القمح والبيض وجبن والبطاطا و فتات الخبز و دقيق الذرة ومكونات متفاوتة أخرى من الخضروات والمنكهات والأعشاب والكاكاو والخوخ والسبيناخ. يختلف طبق النوكي حسب مناطق إيطاليا في طبخه كما يختلف في إسمه. أشتهر هذا الطبق على مستوى العالم وخصوصاً عند الجاليات الإيطالية التي هاجرت إلى أمريكا.